# Lithocarpus laetus
Lithocarpus laetus là một loài thực vật có hoa trong họ Cử. Loài này được Chun & C.C.Huang ex Y.C.Hsu & H.W.Jen mô tả khoa học đầu tiên năm 1976.